# William Henry Ashley
Pour les articles homonymes, voir Ashley.
William Henry Ashley, né vers 1778 et mort le 26 mars 1839, est un négociant en munitions et fourrures, et homme politique américain. 

## Biographie

### Jeunesse
Natif de Virginie, Ashley vit déjà à Sainte Geneviève dans ce qui est alors la Louisiane quand cette dernière est achetée à la France par les États-Unis en 1803. La région, connue ensuite sous le nom de Missouri, sera son lieu de résidence pendant la majeure partie de sa vie adulte. Il se livre à des spéculations immobilières et gagne une petite fortune en fabriquant de la poudre à partir du salpêtre extrait près de la source du fleuve Missouri. Il déménage à Saint-Louis vers 1808 et devient brigadier-général dans la Milice du Missouri pendant la guerre de 1812.
En 1820, lors de l'admission du Missouri dans l'Union, Ashley devient lieutenant-gouverneur et le demeure jusqu'en 1824.

### Un pionnier du commerce des fourrures
En 1822, Ashley et son partenaire Andrew Henry – un fabricant de balles rencontré à travers son affaire de poudre – insèrent une annonce fameuse dans les quotidiens de Saint-Louis recherchant « des jeunes gens entreprenants… pour remonter la rivière Missouri jusqu'à sa source, et y travailler pendant un, deux ou trois ans ». Les hommes qui répondent à cette annonce (ils seront connus sous le nom des « Cent d'Ashley ») incluent les plus fameux trappeurs et mountain men de l'Ouest américain : Jedediah Smith, les frères Sublette, Jim Bridger, Thomas Fitzpatrick… Entre 1822 et 1825, la Compagnie de fourrures des Rocheuses d'Ashley et Henry fait plusieurs expéditions de chasse à  grande échelle dans l'Ouest montagneux. Ils sont officiellement crédités de la découverte américaine du South Pass pendant l'hiver de 1824.
Ashley imagine aussi le système des « Rendez-vous » dans lequel les trappeurs, les Indiens et les commerçants se rencontrent chaque année dans un lieu prédéterminé pour échanger fourrures, biens et argent. Ses innovations dans le commerce de la fourrure valent à Ashley argent et gloire, et ouvrent la partie occidentale du continent à l'expansion américaine.  En 1828, il explore le Nord de l'actuel Colorado, remontant la South Platte jusqu'à la base de Front Range, puis  la Cache la Poudre River jusqu'aux plaines de Laramie et à la Green River.

### L'homme politique
En 1826, William H. Ashley vend la compagnie de fourrures à Jedediah Smith et quelques autres et consacre toute son énergie à la politique. Il gagne les élections à la Chambre des représentants comme démocrate jacksonien en 1831, 1832 et 1834. En 1836, il refuse de concourir pour un autre mandat au Congrès et fait campagne pour le poste de gouverneur du Missouri, sans succès. Beaucoup attribuent sa défaite à son engagement croissant en faveur des milieux d'affaires, qui lui aliéna les Jacksoniens des milieux ruraux. Après sa défaite, il retourne gagner de l'argent avec l'immobilier, mais sa santé décline rapidement et il meurt de pneumonie à l'âge de 54 ans.
William H. Ashley est enterré au sommet d'un tumulus indien dans le comté de Cooper, au Missouri, d'où l'on peut voir le Missouri.

### Sources
- Morgan, Dale L., The West of William H. Ashley, Denver, 1964

1. ↑  D'après « ASHLEY, William Henry, (1778 - 1838) », sur Biographical Directory of the United States Congress (consulté le 22 janvier 2017) ; mais la date de naissance reste incertaine : ainsi, Lawrence O. Christensen, William E. Foley et Gary Kremer, Dictionary of Missouri Biography, University of Missouri Press, 1999, 832 p. (ISBN 0-8262-1222-0), p. 15 font suivre « 1778 » d'un point d’interrogation.